# 甸·富文
甸·富文（英語：Dean Furman，1988年6月22日—），南非足球運動員，司職中場，現效力英冠球會唐卡士打，曾效力車路士和格拉斯哥流浪等球會。由2012年9月開始，富文成為南非國家隊正選代表。

## 球會

### 車路士
富文出生於南非開普敦一個猶太人家庭，於英超球會車路士青年隊展開其足球生涯。但由於一直沒有升上一隊的機會，他決定離開球會。

### 格拉斯哥流浪
2006年5月10日，富文加盟格拉斯哥流浪。和不少報道相反，他並非前法甲豪門里昂領隊勒古恩（Paul Le Guen）轉投格拉斯哥流浪後首位簽得的球員，而是被球會青年軍相中。富文是格拉斯哥流浪預備組正選球員，並代表U19代表隊出戰2007年蘇格蘭青年盃決賽時擔任隊長，更帶領球隊擊敗世紀宿敵些路迪奪冠。
2007年10月24日，他和球會續約兩年。富文於2008年5月10日首度亮相格拉斯哥流浪一隊，在對登地聯時下半場後備入替奇雲·湯臣（Kevin Thomson）。

### 巴拉福特
2008年8月27日，富文以借用形式加盟由前格拉斯哥流浪中場史超活·麥哥（Stuart McCall）帶領的英乙球會巴拉福特，直至2009年1月。在球隊作客艾迪索特時以後備身份首次替新球會上陣，但可惜球會以2:3落敗。三日後，他在聯賽錦標對列斯聯的賽事首次正選上陣，而聯賽的首次正選是對梳士貝利，但以上賽事富文的球隊全數落敗。在替巴拉福特上陣12場聯賽賽事後，他拉傷腳筋，需要養傷超過一個月。他在12月16日對哈特普爾的預備組賽事傷癒復出。10日後對林肯城的聯賽，他後備上陣復出聯賽賽事，但球隊只能以0:0賽和對手。回復狀態後，富文在巴拉福特的借用合約亦延長至季尾。在同月月尾，他首次為球隊取得入球，在對盧頓的聯賽中為球隊扳平1:1，最終球隊以3:3逼和對手。3月3日富文於主場1-0擊敗馬爾斯菲近門10碼左腳射入唯一奠勝球；3月7日主場5-0大勝艾迪索特再入1球，連續兩場聯賽均有入球。5月2日作客2-0擊敗車士打菲特，富文為球隊先拔頭籌。聯賽結束巴拉福特聯賽榜排第9位，僅差兩分未能晉身升班附加賽，借用期間富文為球隊上陣33仗及射入4球。

### 奧咸
富文在季尾返回格拉斯哥流浪，這支伊布洛斯（Ibrox）球會為他安排一份為期一年的新約，巴拉福特同時亦有提供合約，但他卻選擇加盟另一支英格蘭球隊，2009年6月29日，富文宣布加盟英甲球會奧咸，簽約三年。2009年8月8日首度為奧咸上陣，主場迎戰史托港，富文更在這場首次在他的新球會擔任正選，但球隊只能以0:0賽和對手。加盟的首個球季在各項賽事合共上陣41場，未有取得入球，但卻被罰12面黃牌。`
2010/11年球季富文狀況大勇，8月14日聯賽主場對諾士郡，他離門25碼射入為球隊先拔頭籌，是其加盟後首球；下一週聯賽作客查爾頓，富文重施故技，再轟入一記25碼遠程砲為奧咸扳平1-1。
2013年3月14日，英甲唐卡士打從奧咸借用富文至球季結朿。

### 唐卡士打
2013年7月12日，奪得英甲冠軍的唐卡士打簽入25歲南非國家足球隊代表富文，合約為期兩年。

## 國家隊
2008年8月19日，富文首次獲得南非國家隊徵召對澳洲，但他未獲領隊辛坦拿（Joel Santana）安排上陣。
2012年9月7日，於國際友誼賽南非作客巴西聖保羅對巴西國家足球隊，富文首次獲得上陣機會，身穿15號球以正選上場，至下半場13分鐘被換出，最終南非負0:1。
2012年12月30日，富文入選於2013年1月19日至2月10日期間在南非舉行之2013年非洲國家盃南非國家足球隊最後23名參賽球員名單。
2013年9月7日，於2014年世界盃外圍賽非洲區第二輪A組分組賽，南非主場對博茨瓦納比賽中，富文於上半場45分鐘取得入球為南非領先2:0，最終南非以4:1取勝。

## 外部連結
- 足球数据库：甸·富文的球员统计数据
- 奧咸官網球員資料
- 巴拉福特官網球員資料
- 富文於南非國家隊紀錄 （页面存档备份，存于）